# Почётные граждане Петрозаводска
Почётный граждани́н города Петрозаво́дска — почётное звание города Петрозаводска, является высшим знаком признательности жителей города лицу, внёсшему выдающийся вклад в развитие города и укрепление его авторитета в Республике Карелия и в России.

## Порядок присвоения
Статус и порядок присвоения звания определяется «Положением о Почётном гражданине города Петрозаводска», утверждаемым Петрозаводским городским Советом.
В настоящее время решение о присвоении звания принимается Петрозаводским городским советом один раз в год — в канун Дня города Петрозаводска (последняя суббота июня). Вопрос о присвоении звания вносит Глава Петрозаводского городского округа на основании ходатайств трудовых коллективов города, общественных и политических организаций города, постоянных комиссий Петрозаводского городского Совета, структурных подразделений администрации города.

## Знаки отличия
Почётному гражданину в торжественной обстановке вручаются диплом, удостоверение, подписанное главой Петрозаводского городского округа, памятная лента с надписью «Почётный гражданин Петрозаводска». Имя и фотография почётного гражданина заносятся в «Книгу почётных граждан г. Петрозаводска».
С 2018 года обладателям звания «Почётный гражданин города Петрозаводска» вручается нагрудный знак. Нагрудный знак представляет собой фигурный геральдический щит золотистого металла с рельефными бортиками, на котором изображен герб Петрозаводска. Щит увенчан муниципальной короной с положенной накрест за ней мечами и окружен лентой с рельефной надписью: «Почетный гражданин Петрозаводска». Положение о нагрудном знаке было утверждено на сессии Петрозаводского городского совета 20 декабря 2017 года.

## Меры социальной поддержки
Звание «Почётный гражданин города Петрозаводска» является пожизненным.
При присуждении звания выплачивается единовременное вознаграждение в размере 10000 (десять тысяч) рублей, устанавливается ежемесячное денежное пособие в размере 5000 (пять тысяч) рублей. Размер ежемесячного денежного пособия может быть изменен решением Петрозаводского городского Совета. В случае смерти Почётного гражданина города Петрозаводска расходы на погребение возмещаются за счёт средств бюджета Петрозаводского городского округа в размере 10000 (десять тысяч) рублей.

## Список Почётных граждан Петрозаводска
| Год присвоения звания | Фамилия, имя, отчество              |
| --------------------- | ----------------------------------- |
| 1849                  | Марк Пименович Пименов              |
| 1865                  | Юлий Константинович Арсеньев        |
| 1871                  | Александр Егорович Тимашев          |
| 1875                  | Григорий Григорьевич Григорьев      |
| 1875                  | Илья Федулович Громов               |
| 1887                  | Михаил Фёдорович Страховский        |
| 1894                  | Николай Валерианович Муравьёв       |
| 1895                  | Леонид Иванович Лаврентьев          |
| 1910                  | Николай Васильевич Протасьев        |
| 1914                  | Василий Владимирович Савельев       |
| 1916                  | Георгий Ефимович Пименов            |
| 1973                  | Яков Алексеевич Балагуров           |
| 1973                  | Василий Александрович Баранов       |
| 1973                  | Константин Константинович Завьялов  |
| 1973                  | Пётр Иванович Кулаков               |
| 1973                  | Иван Васильевич Матвеев             |
| 1973                  | Яков Павлович Рогозин               |
| 1973                  | Елизавета Степановна Томберг        |
| 1973                  | Павел Михайлович Чехонин            |
| 1973                  | Фёдор Матвеевич Яковлев             |
| 1975                  | Пётр Александрович Васильев         |
| 1975                  | Николай Яковлевич Горожанкин        |
| 1975                  | Анна Ивановна Каренина              |
| 1975                  | Клавдия Павловна Петушкова          |
| 1975                  | Иван Сергеевич Спицын               |
| 1976                  | Иван Михайлович Петров (Тойво Вяхя) |
| 1977                  | Александр Михайлович Линевский      |
| 1979                  | Иван Михайлович Варухин             |
| 1979                  | Иван Сергеевич Молчанов             |
| 1979                  | Илья Григорьевич Овчинников         |
| 1979                  | Антти Николаевич Тимонен            |
| 1980                  | Андриан Григорьевич Николаев        |
| 1987                  | Мария Николаевна Власова            |
| 1987                  | Николай Александрович Меньшаков     |
| 1987                  | Александра Александровна Серба      |
| 1987                  | Таисия Филипповна Стафеева          |
| 1994                  | Дарья Кузьминична Карпова           |
| 1994                  | Мишель Крепо (Ла-Рошель, Франция)   |
| 1994                  | Павел Васильевич Сепсяков           |
| 1995                  | Дмитрий Яковлевич Гусаров           |
| 1996                  | Георгий Адамович Стронк             |
| 1997                  | Павел Оскарович Корган              |
| 1998                  | Анатолий Николаевич Бритвихин       |
| 1998                  | Михаил Ильич Шумилов                |
| 1999                  | Андрей Алексеевич Кочетов           |
| 2000                  | Геннадий Иванович Миронов           |
| 2001                  | Урхо Нестерович Руханен             |
| 2002                  | Семён Аронович Майстерман           |
| 2003                  | Анатолий Дмитриевич Вересов         |
| 2003                  | Людмила Филипповна Живых            |
| 2003                  | Анатолий Петрович Зильбер           |
| 2004                  | Фёдор Иванович Карельский           |
| 2004                  | Анна Ивановна Филиппова             |
| 2005                  | Георгий Ервандович Терацуянц        |
| 2005                  | Леонид Григорьевич Левин            |
| 2006                  | Йорг Бозе (Тюбенген, Германия)      |
| 2006                  | Галина Сергеевна Корожнева          |
| 2006                  | Евгений Александрович Евтушенко     |
| 2007                  | Геннадий Алексеевич Вавилов         |
| 2007                  | Валерий Петрович Фомин              |
| 2008                  | Андрей Иванович Филимонов           |
| 2008                  | Виктор Николаевич Васильев          |
| 2008                  | Олег Фёдорович Тугарин              |
| 2009                  | Анатолий Фёдорович Ганжиков         |
| 2009                  | Владимир Ефимович Минаров           |
| 2009                  | Павел Евстигнеевич Пещенко          |
| 2009                  | Владимир Андреевич Шорников         |
| 2009                  | Тамара Григорьевна Юфа              |
| 2009                  | Алексей Михайлович Мосунов          |
| 2010                  | Борис Павлович Бойцов               |
| 2010                  | Давид Захарович Генделев            |
| 2010                  | Николай Степанович Тропников        |
| 2010                  | Галина Сергеевна Солдатова          |
| 2010                  | Галина Александровна Совалкова      |
| 2011                  | Геннадий Иванович Захаров           |
| 2011                  | Галина Егоровна Карасова            |
| 2011                  | Фаина Григорьевна Козицина          |
| 2011                  | Сергей Леонидович Катанандов        |
| 2011                  | Борис Константинович Таратутин      |
| 2011                  | Владимир Александрович Фёдоров      |
| 2011                  | Зифа Габбасовна Юсупова             |
| 2012                  | Девлетхан Медетханович Алиханов     |
| 2012                  | Леонид Леонтьевич Белуга            |
| 2012                  | Светлана Михайловна Кагачева        |
| 2012                  | Николай Андреевич Карпенко          |
| 2012                  | Эдуард Михайлович Меладзе           |
| 2012                  | Василий Васильевич Петров           |
| 2012                  | Алла Арсеньевна Прокофьева          |
| 2012                  | Николай Александрович Разумов       |
| 2013                  | Валерий Иванович Постоянов          |
| 2013                  | Вадим Евгеньевич Маркелов           |
| 2013                  | Ядвига Макаровна Пустоход           |
| 2013                  | Надежда Васильевна Пекарчик         |
| 2013                  | Наталья Александровна Вартанова     |
| 2013                  | Николай Иванович Макаров            |
| 2014                  | Вячеслав Петрович Орфинский         |
| 2014                  | Клавдия Александровна Нюппиева      |
| 2014                  | Зоя Александровна Зиновьева         |
| 2015                  | Вера Александровна Ермакова         |
| 2015                  | Владимир Леонтьевич Бордановский    |
| 2016                  | Валерий Павлович Артамонов          |
| 2016                  | Василий Николаевич Захаричев        |
| 2016                  | Аврам Михайлович Склярский          |
| 2017                  | Рашид Гумарович Нургалиев           |
| 2018                  | Светлана Андреевна Пушкина          |
| 2019                  | Анатолий Викторович Воронин         |
| 2020                  | Елена Ивановна Аксентьева           |
| 2020                  | Николай Павлович Черненко           |
| 2021                  | Наталья Ивановна Вавилова           |
| 2021                  | Аркадий Леонидович Рутгайзер        |
| 2022                  | Александр Тимофеевич Балашов        |
| 2022                  | Вячеслав Григорьевич Рашев          |
| 2022                  | Юрий Викторович Шлейкин             |
| 2023                  | Михаил Леонидович Гольденберг       |
| 2023                  | Ерванд Арутюнович Хидишян           |
| 2024                  | Галина Алексеевна Власова           |
| 2024                  | Валерий Александрович Петров        |
| 2024                  | Алексей Фёдорович Шошин (посмертно) |